# Parapamea latia
Parapamea latia är en fjärilsart som beskrevs av John Kern Strecker 1899. Parapamea latia ingår i släktet Parapamea och familjen nattflyn. Inga underarter finns listade i Catalogue of Life.